# Gibbaranea bifida
Espèce
Gibbaranea bifida est une espèce d'araignées aranéomorphes de la famille des Araneidae.

## Distribution
Cette espèce est endémique du Ningxia en Chine,. Elle se rencontre dans les monts Liupan.

## Publication originale
- Guo, Zhang & Zhu, 2011 : Two new species of the genera Araneus and Gibbaranea from Liupan Mountain, China (Araneae, Araneidae). Acta Zootaxonomica Sinica, vol. 36, no 2, p. 213-217.